# Copa Interamericana
La Copa Interamericana fue una competición internacional de clubes de fútbol de la Concacaf y la Conmebol. En sus inicios, el torneo enfrentaba anualmente al campeón de la Copa Libertadores de América con el vencedor de la Copa de Campeones de la Concacaf. Imitando el formato de enfrentamiento interconfederativo entre campeones de la Copa Intercontinental, fue creada bajo el auspicio de los dos entes futbolísticos de América, Conmebol y Concacaf, con el propósito de proclamar a un campeón continental.
Desde su inicio en 1969 se disputaron 18 ediciones, llevándose a cabo la última en 1998. La trayectoria histórica del evento osciló entre divergentes formatos, organización logística e interés de los participantes, todo esto ligado a los diferentes momentos de colaboración entre las dos confederaciones. Durante sus inicios representaba para los diversos clubes sudamericanos la oportunidad de ampliar su palmarés y hegemonía continental, punto de constante rivalidad entre las distintas instituciones; mientras que para los clubes de Norte, Centro y el Caribe, significaba el máximo galardón al que podían aspirar, incluso por encima del mismo certamen confederativo, por lo que ambas visiones mantenían elevado el interés y nivel de competitividad del evento.
No obstante, los problemas de calendario, la disparidad futbolística (especialmente respecto a centroamericanos y caribeños) y cuestiones de logística, hicieron rehuir la participación de algunos campeones sudamericanos, presentándose diversas cancelaciones y, en dos ocasiones, renuncias de los ganadores de la Libertadores a disputarla, jugándola los subcampeones. En tanto del lado de Concacaf, el desfase en las fechas de disputa para su propio torneo arrojaba, en muchas ocasiones, un desacoplamiento igual de los tiempos para enfrentar al otro monarca continental, acrecentando las problemáticas para disputarlo. Sin embargo, lo anterior no representó ningún obstáculo para que las ediciones que sí se llevaron a cabo, presentaran momentos relevantes para el desempeño e historia de los contendientes.
El formato de competencia presentó, en gran parte de sus ediciones, una singularidad que lo distinguía de su par la Copa Intercontinental, y era la disputa del título bajo un formato de liga, es decir a puntos, y no con la tradicional visita recíproca a marcador global. Si bien solo se jugaron dos ediciones a partido único, esta nunca fue la opción más llamativa, prefiriendo en ocasiones partidos de desempate en sede neutral o incluso toda una serie en cancha neutral. Otro rasgo que manifestó su, en ocasiones, improvisada logística, es la variedad de diseños que hubo en los trofeos entregados. Entre lo más anecdótico de la copa, destaca que un solo equipo brasileño la disputó, el Vasco da Gama, perdiendo sorprendentemente con el D.C. United de los Estados Unidos.
El palmarés de títulos es encabezado por el Independiente de Argentina con tres campeonatos, al tiempo que los equipos de la asociación argentina encabezan el listado por federaciones ganadoras con siete títulos. Solo el América (en dos ocasiones), la Universidad Nacional, ambos de México; y el D.C. United de Estados Unidos, pudieron ganarla como campeones representantes de Concacaf.
A partir de 2024, en el marco de la Copa Intercontinental de la FIFA, se estableció una nueva competición que enfrenta al campeón de Conmebol con el campeón de Concacaf, denominada Derbi de las Américas de la FIFA. Este partido corresponde a una de las tres rondas inter confederativas previas a la final absoluta del certamen.

## Formato de juego

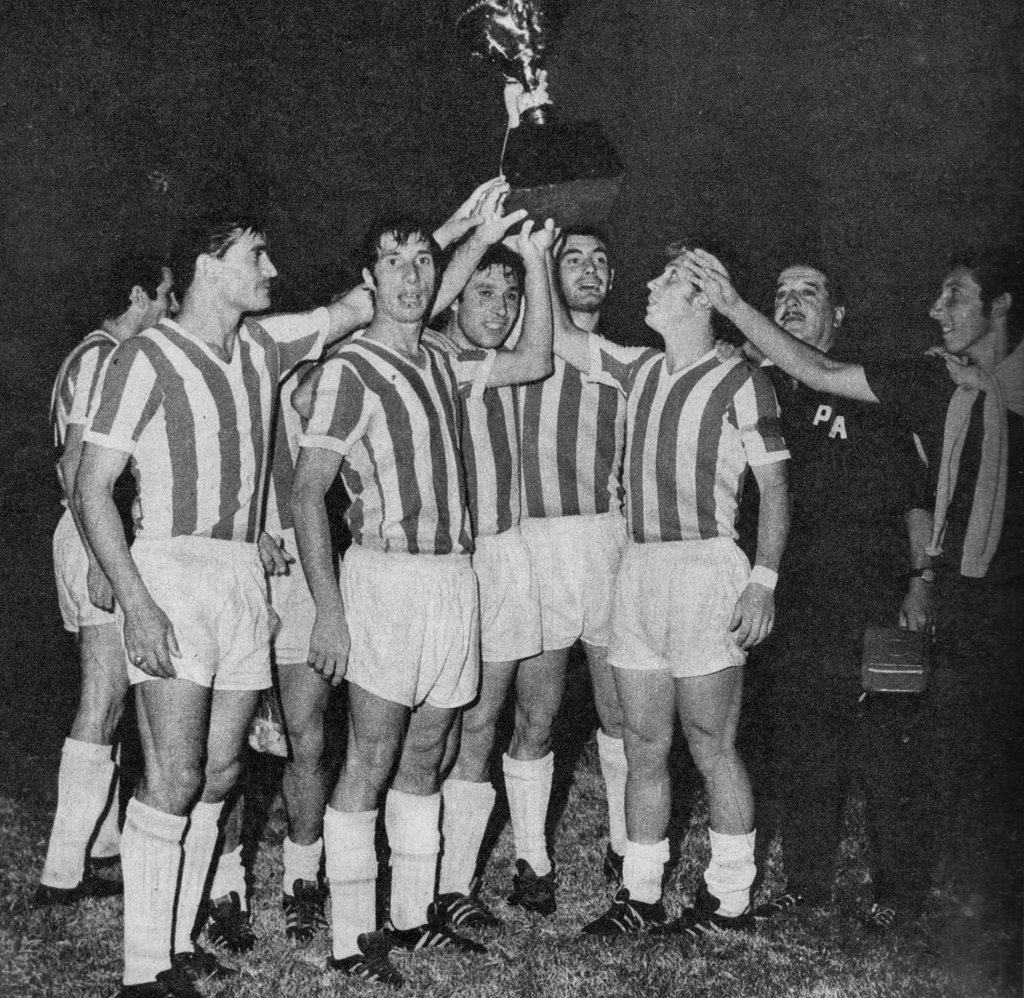
Estudiantes levantando el primer título de 1969.

El formato de juego del torneo varió de acuerdo a cada edición. En algunas ediciones el torneo se definió a partido único y en otras a partidos de ida y vuelta, y de las veces que se definió a partidos de ida y vuelta en algunas ocasiones se definían por puntos y en otras ocasiones por diferencia de goles. 
Cuando el torneo se definía por puntos, en caso de quedar igualados en puntos se jugaba un tercer partido, y el ganador del tercer partido era el campeón; sin embargo, si al finalizar los 90 min. de juego ambos equipos seguían igualados en puntos se jugarían 2 tiempos suplementarios de 15 min. c/u para definir al campeón; y si al finalizar los 120 min. de juego ambos equipos seguían igualados en puntos, recién se recurriría a la diferencia de goles para definir al campeón; solo si en caso de que ambos equipos terminaban igualados en puntos y en diferencia de goles luego de los 120 min. de juego, la llave se definía mediante los penales. 
Cuando el torneo se definía por diferencia de goles, en caso de quedar igualados en el global, en algunas ediciones se iban directamente a los penales, y en otras se jugaba el suplementario y de seguir igualados en el global al concluir el suplementario la llave se definía mediante los penales
En algunas ediciones, solo jugaban los campeones del año pasado (Libertadores y Concachampions), en otras ediciones solo jugaban los campeones del mismo año (Libertadores y Concachampions), y en otras ediciones jugaban los campeones del año antepasado (Libertadores y Concachampions). A pesar de tener marcada su periodicidad de manera anual, esto difícilmente ocurrió (las constantes cancelaciones hicieron oscilar su celebración en lapsos de dos, tres y hasta cinco años sin llevarse a cabo). En algunas ediciones, el campeón de la Copa Libertadores declinó jugar la Copa Interamericana, y su lugar fue ocupado por el subcampeón de dicha copa; aquello ocurrió en 1994 y 1997.
En las ediciones de 1974 y 1998, solo jugaban los campeones del mismo año (Libertadores y Concachampions). En las ediciones de 1969, 1972, 1973, 1976, 1978, 1980, 1981, 1986, 1987, 1989, 1990, 1991, 1992 y 1994; solo jugaban los campeones del año pasado (Libertadores y Concachampions). Y en las ediciones de 1996 y 1997, únicamente lo disputaron los campeones del año antepasado (Libertadores y Concachampions).
En las ediciones de 1969, 1978 y 1981; el torneo se definió por puntos —todas se definieron en un tercer partido sin jugar los penales, y sólo la edición 1978 fue la única que se definió en tiempo suplementario—. En las ediciones de 1972, 1973, 1974, 1976, 1980, 1987, 1989, 1990, 1991, 1992, 1994, 1996 y 1998; el torneo se definió por diferencia de goles —en las edición 1974 el torneo se definió por penales luego de jugarse el tiempo suplementario, y en la edición 1976 el torneo se definió por penales sin jugarse el tiempo suplementario; y la edición 1994 el torneo se definió únicamente en tiempo suplementario—. Y en las ediciones de 1986 y 1997, el torneo se definió a partido único.

### Sede
Como la mayoría de las veces el torneo se definió a partidos de ida y vuelta (ya sea por puntos o por diferencia de goles), lo normal era que el partido de ida se jugara en el estadio de una confederación y que el partido de vuelta se jugara en el estadio de la otra confederación; si en caso el torneo se definía por puntos lo normal era que se definiera en un tercer partido en estadio neutral perteneciente a cualquiera de las dos confederaciones. Y si el torneo se definía a partido único, el torneo debía definirse en estadio neutral perteneciente a cualquiera de las dos confederaciones. Sin embargo, estas normas no siempre se aplicaron ni cuando se definía a ida y vuelta (puntos y diferencia de goles) ni cuando se jugaba a partido único en estadio neutral (nunca se aplicó).

#### Diferencia de goles
La edición 1973 disputada entre Independiente de Argentina y Olimpia de Honduras, la ida y la vuelta se jugaron en Honduras y en diferentes estadios.
La edición 1974 disputada entre Independiente de Argentina y Deportivo Municipal de Guatemala, la ida y la vuelta se jugaron en Guatemala y en el mismo estadio.
La edición 1976 disputada entre Independiente de Argentina y Atlético Español de México, la ida y la vuelta se jugaron en Venezuela y en el mismo estadio.
La edición 1998 disputada entre el D.C. United de Estados Unidos y el Vasco da Gama de Brasil, la ida y la vuelta se jugaron en Estados Unidos y en diferentes estadios.

#### Puntos
La edición 1978 disputada entre América de México y Boca Juniors de Argentina, la ida se jugó en Argentina y la vuelta se jugó en México, y el tercer partido que debía jugarse en otro país, se jugó en México debido a los dirigentes de Boca Juniors.

#### Partido único
La edición 1986 disputada entre Argentinos Juniors de Argentina y Defence Force de Trinidad y Tobago el partido se jugó en Trinidad y Tobago.
La edición 1997 disputada entre Atlético Nacional de Colombia y Deportivo Saprissa de Costa Rica el partido se jugó en Costa Rica.

## Historial
Esta tabla muestra los resultados de cada edición de la Copa Interamericana. Para más información sobre un torneo en particular, véase la página especializada de ella en Detalle.
| Año          | Campeón                       | Resultado                 | Subcampeón                      | Sede |
| ------------ | ----------------------------- | ------------------------- | ------------------------------- | --- |
| 1969 Detalle | Estudiantes Argentina         | 2:1 1:2 3:0               | Toluca · México                 | Estadio Azteca, México D. F. Estadio Jorge Luis Hirschi, La Plata Estadio Centenario, Montevideo                       |
| 1972 Detalle | Nacional · Uruguay            | 1:1 2:1                   | Cruz Azul · México              | Estadio Azteca, México D. F. Estadio Centenario, Montevideo                                                            |
| 1973 Detalle | Independiente Argentina       | 2:1 2:0                   | Olimpia Honduras                | Estadio Francisco Morazán, San Pedro Sula Estadio Nacional, Tegucigalpa                                                |
| 1975 Detalle | Independiente Argentina       | 1:0 0:1 (t.s.) (4:2 pen.) | Deportivo Municipal · Guatemala | Estadio Mateo Flores, Guatemala Estadio Mateo Flores, Guatemala                                                        |
| 1976 Detalle | Independiente Argentina       | 2:2 0:0 (4:2 pen.)        | Atlético Español · México       | Estadio Olímpico, Caracas Estadio Olímpico, Caracas                                                                    |
| 1978 Detalle | América · México              | 0:3 1:0 2:1 (t.s.)        | Boca Juniors Argentina          | La Bombonera, Buenos Aires Estadio Azteca, México D. F. Estadio Azteca, México D. F.                                   |
| 1980 Detalle | Olimpia Paraguay              | 3:3 5:0                   | FAS · El Salvador               | Estadio Cuscatlán, San Salvador Estadio Defensores del Chaco, Asunción                                                 |
| 1981 Detalle | Universidad Nacional · México | 3:1 1:3 2:1               | Nacional · Uruguay              | Estadio Olímpico Universitario, México D. F. Estadio Centenario, Montevideo Los Angeles Memorial Coliseum, Los Ángeles |
| 1986 Detalle | Argentinos Juniors Argentina  | 1:0                       | Defence Force Trinidad y Tobago | Estadio Hasely Crawford, Puerto España                                                                                 |
| 1987 Detalle | River Plate Argentina         | 0:0 3:0                   | Alajuelense · Costa Rica        | Estadio Alejandro Morera Soto, Alajuela Estadio Antonio Vespucio Liberti, Buenos Aires                                 |
| 1989 Detalle | Nacional · Uruguay            | 1:1 4:0                   | Olimpia Honduras                | Estadio Nacional, Tegucigalpa Estadio Centenario, Montevideo                                                           |
| 1990 Detalle | Atlético Nacional · Colombia  | 2:0 4:1                   | Universidad Nacional · México   | Estadio Atanasio Girardot, Medellín Estadio Olímpico Universitario, México D. F.                                       |
| 1991 Detalle | América · México              | 1:1 2:1                   | Olimpia Paraguay                | Estadio Defensores del Chaco, Asunción Estadio Azteca, México D. F.                                                    |
| 1992 Detalle | Colo-Colo · Chile             | 4:1 3:1                   | Puebla · México                 | Estadio Olímpico, Villahermosa Estadio Monumental, Santiago                                                            |
| 1994 Detalle | Universidad Católica · Chile  | 1:3 5:1 (t.s.)            | Deportivo Saprissa · Costa Rica | Estadio Ricardo Saprissa, San Juan de Tibás Estadio San Carlos de Apoquindo, Santiago                                  |
| 1996 Detalle | Vélez Sarsfield Argentina     | 0:0 2:0                   | Cartaginés · Costa Rica         | Estadio José Rafael "Fello" Meza, Cartago Estadio José Amalfitani, Buenos Aires                                        |
| 1997 Detalle | Atlético Nacional · Colombia  | 3:2                       | Deportivo Saprissa · Costa Rica | Estadio Ricardo Saprissa, San Juan de Tibás                                                                            |
| 1998 Detalle | D.C. United Estados Unidos    | 0:1 2:0                   | Vasco da Gama · Brasil          | Robert F. Kennedy Memorial Stadium, Washington D. C. Lockhart Stadium, Fort Lauderdale                                 |

- El 21 de abril de 1988 Peñarol y América, campeones de la Copa Libertadores 1987 y Copa de Campeones de la Concacaf 1987 respectivamente, disputaron un encuentro pactado para ser la Copa Interamericana 1988 en el Memorial Coliseum de Los Ángeles. América ganó 5-4 en tiros penales (2-2 en el tiempo regular); sin embargo dicho partido se realizó sin el aval de Concacaf y Conmebol, por lo que careció de reconocimiento y, en su lugar, ambas directivas decidieron nombrarlo Copa Confraternidad.[15][16]

- El 31 de octubre de 2004 Once Caldas y Alajuelense, campeones de la Copa Libertadores 2004 y Copa de Campeones de la Concacaf 2004 respectivamente, disputaron un encuentro organizado por Taca Airlines que buscó, en principio, llamarse Copa Interamericana. No se logró un acuerdo con Concacaf y Conmebol pidió coadministrar y recibir ganancias del torneo, por lo que cambió de nombre a Copa Taca Campeón de Campeones de América, sin aval de ninguna confederación. Alajuelense ganó 1-0 en su estadio coronándose campeón de ese torneo.[17][18]

- El 28 de junio de 2019 River Plate y Guadalajara, campeones de la Copa Libertadores 2018 y Copa de Campeones de la Concacaf 2018 respectivamente, disputaron un encuentro que buscó llamarse Copa Interamericana. Al final, Concacaf y Conmebol no llegaron a un acuerdo y el encuentro terminó siendo de carácter amistoso, llamándose Colossus Cup. River Plate ganó el encuentro por 5 goles contra 1.[19][20]

## Palmarés

### Títulos por equipo
| Equipo               | Títulos | Subtítulos | Años campeón     | Años subcampeón |
| -------------------- | ------- | ---------- | ---------------- | --------------- |
| Independiente        | 3       | 0          | 1973, 1974, 1976 | —               |
| Nacional             | 2       | 1          | 1972, 1989       | 1981            |
| América              | 2       | 0          | 1978, 1991       | —               |
| Atlético Nacional    | 2       | 0          | 1990, 1997       | —               |
| Olimpia              | 1       | 1          | 1980             | 1991            |
| Universidad Nacional | 1       | 1          | 1981             | 1990            |
| Estudiantes          | 1       | 0          | 1969             | —               |
| Argentinos Juniors   | 1       | 0          | 1986             | —               |
| River Plate          | 1       | 0          | 1987             | —               |
| Colo-Colo            | 1       | 0          | 1992             | —               |
| Universidad Católica | 1       | 0          | 1994             | —               |
| Vélez Sarsfield      | 1       | 0          | 1996             | —               |
| D.C. United          | 1       | 0          | 1998             | —               |
| Olimpia              | 0       | 2          | —                | 1973, 1989      |
| Deportivo Saprissa   | 0       | 2          | —                | 1994, 1997      |
| Toluca               | 0       | 1          | —                | 1969            |
| Cruz Azul            | 0       | 1          | —                | 1972            |
| Deportivo Municipal  | 0       | 1          | —                | 1974            |
| Atlético Español     | 0       | 1          | —                | 1976            |
| Boca Juniors         | 0       | 1          | —                | 1978            |
| FAS                  | 0       | 1          | —                | 1980            |
| Defence Force        | 0       | 1          | —                | 1986            |
| Alajuelense          | 0       | 1          | —                | 1987            |
| Puebla               | 0       | 1          | —                | 1992            |
| Cartaginés           | 0       | 1          | —                | 1996            |
| Vasco da Gama        | 0       | 1          | —                | 1998            |

### Títulos por país
| País              | Títulos | Subtítulos |
| ----------------- | ------- | ---------- |
| Argentina         | 7       | 1          |
| México            | 3       | 5          |
| Uruguay           | 2       | 1          |
| Chile             | 2       | 0          |
| Colombia          | 2       | 0          |
| Paraguay          | 1       | 1          |
| Estados Unidos    | 1       | 0          |
| Costa Rica        | 0       | 4          |
| Honduras          | 0       | 2          |
| Guatemala         | 0       | 1          |
| El Salvador       | 0       | 1          |
| Trinidad y Tobago | 0       | 1          |
| Brasil            | 0       | 1          |

### Títulos por confederación
| Confederación                            | Títulos | Subtítulos |
| ---------------------------------------- | ------- | ---------- |
| Conmebol (Sudamérica)                    | 14      | 4          |
| Concacaf (Norte, Centroamérica y Caribe) | 4       | 14         |

## Estadísticas

### Tabla histórica de goleadores
| \| Pos. \| Jugador \| Goles \| Part. \| Prom. \| Debut \| Equipo \| \| ---- \| -------------------- \| ----- \| ----- \| ----- \| ----- \| -------------------- \| \| 1 \| Miguel Michelagnoli \| 3 \| 2 \| 1.50 \| 1979 \| Olimpia \| \| = \| Marcelo Barticciotto \| 3 \| 2 \| 1.50 \| 1991 \| Colo-Colo \| \| 3 \| Marcos Conigliaro \| 3 \| 3 \| 1.00 \| 1968 \| Estudiantes \| \| = \| Javier Wanchope \| 3 \| 3 \| 1.00 \| 1993 \| Deportivo Saprissa \| \| 5 \| Antonio Dos Santos \| 2 \| 1 \| 2.00 \| 1990 \| América \| \| 6 \| Juan Carlos Mamelli \| 2 \| 2 \| 1.00 \| 1971 \| Nacional \| \| = \| Eduardo Maglioni \| 2 \| 2 \| 1.00 \| 1972 \| Independiente \| \| = \| Evaristo Isasi \| 2 \| 2 \| 1.00 \| 1979 \| Olimpia \| \| = \| Raúl Casadei \| 2 \| 2 \| 1.00 \| 1979 \| FAS \| \| = \| Wilmar Cabrera \| 2 \| 2 \| 1.00 \| 1980 \| Nacional \| \| = \| Daniel Fonseca \| 2 \| 2 \| 1.00 \| 1988 \| Nacional \| \| = \| Luis Noé \| 2 \| 2 \| 1.00 \| 1988 \| Nacional \| \| = \| Óscar Galeano \| 2 \| 2 \| 1.00 \| 1989 \| Atlético Nacional \| \| = \| Gabriel González \| 2 \| 2 \| 1.00 \| 1990 \| Olimpia \| \| = \| Héctor Adomaitis \| 2 \| 2 \| 1.00 \| 1991 \| Colo-Colo \| \| = \| José Oscar Flores \| 2 \| 2 \| 1.00 \| 1994 \| Vélez Sarsfield \| \| 17 \| Francisco Linares \| 2 \| 3 \| 0.67 \| 1968 \| Toluca \| \| = \| Ricardo Bochini \| 2 \| 3 \| 0.67 \| 1974 \| Independiente \| \| = \| Carlos Salinas \| 2 \| 3 \| 0.67 \| 1977 \| Boca Juniors \| \| = \| Hugo Sánchez \| 2 \| 3 \| 0.67 \| 1980 \| Universidad Nacional \| \| = \| José Cabrera \| 2 \| 3 \| 0.67 \| 1980 \| Nacional \| \| = \| Ricardo Ferretti \| 2 \| 3 \| 0.67 \| 1980 \| Universidad Nacional \| \| = \| Gustavo Vargas \| 2 \| 3 \| 0.67 \| 1980 \| Universidad Nacional \| Estadísticas actualizadas hasta el final de la competición. |                      |       |       |       |       |                      |
| Pos. | Jugador              | Goles | Part. | Prom. | Debut | Equipo               |
| 1 | Miguel Michelagnoli  | 3     | 2     | 1.50  | 1979  | Olimpia              |
| = | Marcelo Barticciotto | 3     | 2     | 1.50  | 1991  | Colo-Colo            |
| 3 | Marcos Conigliaro    | 3     | 3     | 1.00  | 1968  | Estudiantes          |
| = | Javier Wanchope      | 3     | 3     | 1.00  | 1993  | Deportivo Saprissa   |
| 5 | Antonio Dos Santos   | 2     | 1     | 2.00  | 1990  | América              |
| 6 | Juan Carlos Mamelli  | 2     | 2     | 1.00  | 1971  | Nacional             |
| = | Eduardo Maglioni     | 2     | 2     | 1.00  | 1972  | Independiente        |
| = | Evaristo Isasi       | 2     | 2     | 1.00  | 1979  | Olimpia              |
| = | Raúl Casadei         | 2     | 2     | 1.00  | 1979  | FAS                  |
| = | Wilmar Cabrera       | 2     | 2     | 1.00  | 1980  | Nacional             |
| = | Daniel Fonseca       | 2     | 2     | 1.00  | 1988  | Nacional             |
| = | Luis Noé             | 2     | 2     | 1.00  | 1988  | Nacional             |
| = | Óscar Galeano        | 2     | 2     | 1.00  | 1989  | Atlético Nacional    |
| = | Gabriel González     | 2     | 2     | 1.00  | 1990  | Olimpia              |
| = | Héctor Adomaitis     | 2     | 2     | 1.00  | 1991  | Colo-Colo            |
| = | José Oscar Flores    | 2     | 2     | 1.00  | 1994  | Vélez Sarsfield      |
| 17 | Francisco Linares    | 2     | 3     | 0.67  | 1968  | Toluca               |
| = | Ricardo Bochini      | 2     | 3     | 0.67  | 1974  | Independiente        |
| = | Carlos Salinas       | 2     | 3     | 0.67  | 1977  | Boca Juniors         |
| = | Hugo Sánchez         | 2     | 3     | 0.67  | 1980  | Universidad Nacional |
| = | José Cabrera         | 2     | 3     | 0.67  | 1980  | Nacional             |
| = | Ricardo Ferretti     | 2     | 3     | 0.67  | 1980  | Universidad Nacional |
| = | Gustavo Vargas       | 2     | 3     | 0.67  | 1980  | Universidad Nacional |

### Equipos
- Mayores goleadas: A continuación se muestran los partidos donde se han conseguido las mayores goleadas del torneo.
  - Olimpia  5-0  FAS (1980).
  - Universidad Católica  5-1  Deportivo Saprissa (1994).
  - Nacional  4-0  Olimpia (1989).
- Mayor cantidad de puntos obtenidos:  Nacional e  Independiente con 11.
- Mayor cantidad de participaciones:  Nacional e  Independiente con 3.
- Mayor cantidad de partidos jugados:  Nacional con 7.
- Mayor cantidad de partidos ganados:  Nacional,  Independiente,  América y  Atlético Nacional con 3.
- Mayor cantidad de partidos perdidos:  Olimpia y  Universidad Nacional con 3.
- Mayor cantidad de goles convertidos:  Nacional con 13.
- Mayor cantidad de goles recibidos:  Universidad Nacional con 11.

### Final
- Definición por penales. En dos ocasiones los finalistas han llegado a disputar la tanda de penales, para definir al campeón:
  - Independiente  -  Deportivo Municipal (1974).
  - Independiente  -  Atlético Español (1976).